# SV Linden 07
Der SV Linden 07 (offiziell: Sportverein von 1907 Linden e. V.) ist ein Sportverein aus dem heute zu Hannover gehörenden Linden mit Spielstätte im Stadion am Lindener Berg. Die erste Fußballmannschaft spielte sechs Jahre in der Gauliga Niedersachsen bzw. Südhannover-Braunschweig und von 1949 bis 1955 und in der Saison 2001/02 in der höchsten niedersächsischen Amateurliga.

## Geschichte
Der Verein wurde im Jahre 1907 als Fußballverein 07 Linden gegründet. Im Jahre 1915 fusionierte dieser mit dem im gleichen Jahr gegründeten Lindener Sportverein zum heutigen SV 07 Linden. In der Saison 1919/20 nahm die in lila spielende Mannschaft an der seinerzeit erstklassigen Kreisliga Hannover teil, musste jedoch gleich wieder absteigen. 1924 kehrte man in die nunmehr Bezirksliga Südhannover-Braunschweig genannte höchste Spielklasse zurück. Vier Jahre lang kämpfte man dort gegen den Abstieg. Im Jahre 1928 sicherte man sich nach zwei Entscheidungsspielen gegen den VfL Helmstedt zwar den Klassenerhalt. Wegen der Fußball-Revolution mussten die Lindener zurück in die Zweitklassigkeit.
1935 erreichte 07 Linden die Aufstiegsrunde zur Gauliga Niedersachsen. Die nebenbei von Robert Fuchs, hauptamtlich bei Hannover 96 tätig, trainierte Mannschaft schaffte nach einem 3:0-Sieg über den VfL Osnabrück sportlich den Aufstieg. Osnabrück protestierte jedoch erfolgreich gegen die eigene Niederlage beim SVG Göttingen 07. Es wurde ein Entscheidungsspiel um den Aufstieg zwischen Linden und Osnabrück angesetzt, welches der VfL mit 4:3 gewann.
Zwei Jahre später verpasste 07 Linden als Gruppenzweiter hinter Germania Wolfenbüttel den Aufstieg in die Gauliga. Da Borussia Harburg und Wilhelmsburg 09 in die Gauliga Nordmark versetzt wurden, wurde eine zusätzliche Qualifikation ausgespielt, in der sich die Lindener durchsetzen konnten. Ohne Sieg und mit zwei Unentschieden stieg man in der Gauligasaison 1937/38 postwendend wieder ab. Die Mannschaft schaffte den direkten Wiederaufstieg und setzte sich dabei in der Aufstiegsrunde gegen den favorisierten 1. SC Göttingen 05 durch. Dieses Mal konnte sich die Mannschaft in der Gauliga etablieren, stieg allerdings 1944 wieder ab. Im Jahre 1941 nahm man am Tschammerpokal teil, wo man in der zweiten Runde nach einem 1:5 bei Hannover 96 ausschied.
Nach dem Zweiten Weltkrieg spielte 07 Linden in der Oberliga Niedersachsen-Süd und wurde 1947 überraschend Dritter. Damit war die Mannschaft für die neue Oberliga Nord qualifiziert. Eine Woche vor Saisonbeginn, Linden empfing nach dem Spielplan den FC St. Pauli, wurde der Verein aus der Oberliga verdrängt. Hannover 96 protestierte gegen die Spielberechtigung eines Göttinger Spielers namens Pliska. Nach diversen Protesten und Gegenprotesten wurde Hannover 96 in die Oberliga aufgenommen und 07 Linden musste in die Landesliga Hannover. Als Folge verlor der Verein den späteren deutschen Nationalspieler Josef Posipal an SV Arminia Hannover.
1949 wurden die Lindener Meister, verpassten aber in der Aufstiegsrunde den Sprung in die Oberliga. Stattdessen wurde der Verein in die neu geschaffene Amateuroberliga Niedersachsen-West eingruppiert. Nach zwei Jahren im Mittelfeld wechselte man in die Ostgruppe, aus der man 1955 abstieg. Ein Jahr später wurde man Vizemeister hinter dem Hannoverschen SC, ehe 1958 der Abstieg aus der Amateuroberliga folgte. Erst 1973 kehrte man in die Verbandsliga Süd zurück, in der man bis zur Auflösung der Liga im Jahre 1979 bleiben sollte.
Im Jahre 1994 stieg 07 Linden in die Landesliga Hannover auf und qualifizierte sich sieben Jahre später unter Trainer Wilfried Bergmann für die Niedersachsenliga West. Nach dem verpassten Klassenerhalt setzte eine sportliche Talfahrt ein. 2005 stieg man aus der Landesliga ab, fünf Jahre später verabschiedete man sich aus der Bezirksliga und wurde direkt in die 1. Kreisklasse Hannover-Stadt durchgereicht. Im Jahre 2018 gelang der Wiederaufstieg in die Kreisliga.

## Wasserball
Die Wasserball-Mannschaft des Klubs wurde 1972 Meister der damals zweitklassigen Oberliga Nord, musste allerdings auf den Aufstieg in die Bundesliga verzichten. Aufgrund der Olympiavorbereitung der Nationalmannschaft wurde in dieser Saison die dortige Abstiegsregelung ausgesetzt. Die Mehrzahl der Spieler wechselte ein Jahr später zu Waspo Hannover-Linden, dessen Team dann den Erstligaaufstieg schaffte.